# Ostilio Ricci
Ostilio Ricci (Fermo, 27 de septiembre de 1540 - Florencia, 1603) fue un matemático italiano, maestro y descubridor del talento de Galileo Galilei. Sus padres fueron Orazio y Elisabetta Gualteroni, ambos de origen noble.

## Biografía
Recibió  educación como paje del duque de Toscana Cosimo I, convirtiéndose así, en 1586,  en profesor de matemáticas en la Escuela de Pajes del Gran Duque Francisco I.
También fue profesor de matemáticas primero en el Studio pisano , luego en el florentino. En Florencia, también enseñó geometría a muchos alumnos pintores y futuros artistas, incluido Giorgio Vasari.
En Florencia, Ricci se hizo amigo del padre de Galileo Galilei, Vincenzo, quien se mudó con toda su familia a Florencia en 1574. Tanto en Florencia como en Pisa, Ricci impartió sus primeras lecciones de matemáticas y geometría a Galileo, introduciéndolo también en las obras de Arquímedes y despertando sus verdaderos intereses. Así, bajo el consejo de Ricci y con el permiso de su padre, Galileo pasó de los estudios de medicina en la sección médico-quirúrgica a los de matemáticas y física en la sección de física y matemáticas del Colegio Médico-Físico. del Studio pisano, donde se había matriculado el 5 de septiembre de 1580 y lo abandonó en 1585, sin doctorarse.
Ya en 1587, Galileo había alcanzado tal nivel de preparación que el propio Ricci lo presentó como profesor de matemáticas en el Studio bolognese.
Seguidor de las enseñanzas de Niccolò Tartaglia, Ricci fue también un experto en ingeniería civil y arquitectura militar, sectores en los que desarrolló la idea de que las matemáticas eran una ciencia práctica, y no meramente abstracta, indispensable para establecer y resolución de problemas de mecánica e ingeniería.
Esta visión aplicada de las matemáticas y su enseñanza, que Ricci adoptó desde la Scuola dei paggi, jugará un papel pedagógico decisivo en la formación del joven Galileo.
Después de la muerte de Francesco I, su sucesor Ferdinando I, además de renovar su asignación docente en el Studio fiorentino y conferirle el papel de matemático del Gran Ducado de Toscana (en sustitución de Stefano Buonsignori), en 1593 también le asignó la enseñanza de las matemáticas en la Academia de Artes del Dibujo de Florencia.

## Obras
- Ostilio Ricci, Problemi di Geometria Pratica: L'uso dell'Archimetro, Manuscrito, Florencia, Biblioteca Nazionale, II – 57